# De Sims 2: Op Reis
De Sims 2: Op Reis (Engels: The Sims 2: Bon Voyage) is het zesde uitbreidingspakket voor De Sims 2. Het is op 6 september 2007 in Europa verschenen.

## Gameplay
De Sims kunnen met dit uitbreidingspakket op reis gaan naar 3 exotische locaties:
- Twikkii Eiland: een tropisch eiland
- Drie Meren: een berggebied
- Takemizu: het verre oosten

Sims kunnen er vertoeven in een luxesuite of in een tentje op de camping. Op deze locaties zullen Sims kennismaken met de nieuwe culturen.

### Grootpoot
Het "monster" uit dit pakket is Grootpoot (Bigfoot), die te vinden is in een hutje ergens in de bergen. Zodra een Sim met hem bevriend raakt, kan aan Grootpoot gevraagd worden om mee naar huis te gaan zodat hij een bespeelbaar personage wordt.